# ソルノク - ベーケーシュチャバ - レーケシュハーザ線
ソルノク - ベーケーシュチャバ - レーケシュハーザ線（ハンガリー語;Szolnok–Békéscsaba–Lőkösháza-vasútvonal）は、ハンガリー国鉄の鉄道線の名称である。路線番号は120。ハンガリーとルーマニアを結ぶ路線である。

## 歴史
この路線は開通当時にオーストリア＝ハンガリー帝国の鉄道路線であった。1857年11月にソルノック - デブレツェン区間が開通されたのちに、この路線の工事はハンガリー大平原の開発過程で実行された。1856年11月10日にオーストリア政府はティサ地域鉄道（ハンガリー語: Tisza vidéki vasút, TVV）にこの路線を含めて、いくつかの鉄道敷設に関する許可を与えた。条件はこの路線を1859年末まで開通することであった。工事の過程で37基の木材橋梁設置が必要で、コェロェシュ川鉄道橋が最も長い橋梁であった。この路線は1858年10月25日に開通されて、国有化された前にはティサ鉄道により運営された。1880年に鉄道会社の国有化のため、この区間もハンガリー国営鉄道に引き受けられた。
第一次世界大戦が終わった後に、ルーマニアの国境線が確定されて、この路線の東南部はルーマニア鉄道（Căile Ferate Române, CFR）が引き受けた。その時からロェコェシュハーザ駅とクルティチ駅がそれぞれ国境駅となっている。

## 運行形態[4]
ブダペスト近郊についてはブダペスト - ウーイサース - ソルノク線の項目を参照。

### 特急(Gy)
- ダキア号：　ウィーン - ブダペスト東駅 - アラド - ブカレスト
一日1往復の運行。ソルノク - ベーケーシュチャバ間ノンストップで運行する。ブダペスト以西は1号線に、アラド以東はルーマニア国鉄200号線に直通する。
2018,19,21,22年度は、普通列車として運行していた。

### 区間特急(S)
- チャバイ・テケルゲー号：　タポルツァ - ソルノク - ベーケーシュチャバ　【夏季の休日運行】
夏季限定の運行。一日あたり休日1往復の運行。ソルノク以北は100号線に直通する。メゼートゥール、ジョマ、メゼーベレーニ、ムロニに停車する。
2023年度に運行を開始した。2023年度は、南行がムロニ通過、ケートポー停車であった。

- ベーケーシュ号：　ブダペスト → ベーケーシュチャバ
一日あたり、片道1本の運行。
2024年6月のダイヤ改正で、特急(IC)から格下げとなった。

### 特急「インターシティ(IC)」
- トラヤヌス号：　ブダペスト東駅 - レーケシュハーザ - アラド - ティミショアラ - ブカレスト
- ムンテニア号：　ブダペスト東駅 - レーケシュハーザ - アラド - ティミショアラ - ブカレスト
- ベーガ号：　ブダペスト東駅 - レーケシュハーザ - アラド - ティミショアラ
一日1往復ずつ、合わせて3往復の運行。アラド以東はルーマニア国鉄310号線に直通する。ケートポーは南行通過、北行停車で、チャールダサーッラーシュは南行停車、北行通過だが、ベーガ号に限り上下ともケートポー停車、チャールダサーッラーシュ通過である。
2020年以前はケートポーを通過していた。2021年度以前は、トラヤヌス号とムンテニア号のみ、一日2往復の運行であった。

- イステル号：　ブダペスト東駅 - レーケシュハーザ - アラド - ブラショフ - ブカレスト
- クラウディオポリス・フォガラシュ号：　ブダペスト東駅 - レーケシュハーザ - アラド - クルジナポカ
一日1往復ずつ、合わせて2往復の運行。アラド以東はルーマニア国鉄200号線に直通する。ケートポーは南行通過、北行停車で、チャールダサーッラーシュは南行停車、北行通過。
2020年以前はケートポーを通過していた。2023年度以前は、フォガラシュ号がクラウディオポリス号を連結せずに単独で運行していた。

- ザラーンド号：　ブダペスト東駅 - レーケシュハーザ - アラド
- マロシュ号：　ブダペスト東駅 - レーケシュハーザ - アラド
- ケレシュ号：　ブダペスト東駅 - レーケシュハーザ - アラド
一日1往復ずつ、合わせて3往復の運行。上記、ルーマニア各地への直通列車と合わせて2時間に1本の運行となっている。ケートポーは南行通過、北行停車で、チャールダサーッラーシュは南行停車、北行通過が多いが、ザラーンド号はその逆である他、南行はソルノク - ケートポー間の各駅に停車する。
過去の運行形態
2020年度以前はレーケシュハーザ以北の運行であった。また、ザラーンド号が運行していなかった。ケートポーは全列車通過していた。
2021年度より、北行がケートポーへの停車を開始した。
2022年度に、ザラーンド号がソルノク - アラド間で運行を開始した。当初はソルノク - メゼートゥール間ノンストップで、ともに通過していた。2022年6月よりザラーンド号の南行がメゼートゥール以北各駅停車となった[5]。
2023年度よりザラーンド間がブダペストまで運行区間を延長した。6月より南行がチュガル通過[6]、8月より北行がチャールダサーッラーシュ停車となった[7]。

- ベーケーシュ号：　ブダペスト東駅 - ベーケーシュチャバ ( - レーケシュハーザ)
2時間に1本の運行。多くはベーケーシュチャバ止まりで、一部はレーケシュハーザまで運行する。ケートポー、チャールダサーッラーシュ、ナジラポシュの3駅は1駅停車、2駅通過で、南行はケートポー停車、北行はチャールダサーッラーシュ停車が多く、ナジラポシュ停車は一日1往復に限られる。
2017年以前は、夏季のみ、ヴァルナ・ブルガス始発の列車が週2便片道のみ運行していた（ヴァルナ方面行はインターシティに併結されて運行）。2020年以前は、2.5往復を除いて、特急(O)として運行していた他、ケートポーは全列車通過していた。

### 普通
- ソルノク - レーケシュハーザ
早朝と夕方・夜間のみの運行で、ソルノク - メゼートゥール間が一日4-6往復、メゼートゥール - ベーケーシュチャバ間が一日3.5往復、ベーケーシュチャバ - レーケシュハーザ間が一日2.5往復の運行。ベーケーシュチャバ - ケーテジハーザ間には121号線の列車も運行する他、ケーテジハーザ - レーケシュハーザ間には区間運転の列車が一日2.5往復運行する。片道1本のみ、プスタポーを通過し、この列車はレーケシュハーザ発ブダペスト行で運行される。
過去の運行形態
2017年以前は、ソルノク - メゼートゥール間で終日2-4時間に1本運行していた。また、ブダペスト行の列車が、現在と同じ停車駅ながら特急として運行していた。チュガルにも、ブダペスト行の片道1本を除く全列車が停車していた。
2017年末に、ブダペスト行の列車が普通列車として運行する様になった。
2020年末に、特急のケートポー停車に伴い、ソルノク - メゼートゥール間が早朝と夕方・夜間のみ一日5.5往復の運行に縮小された。
2022年6月より、特急の停車駅増加により、メゼートゥール以北で南行1本が削減となった[5]。
2023年6月より全列車チュガル通過となった[6]。

- クリティチ - アラド
一日7往復の運行。

## 駅一覧
以下では、ハンガリー国鉄120号線の駅と営業キロ、停車列車、接続路線などを一覧表で示す。
- 種別
  - IC：特急「インターシティ」
  - Gy：特急ダキア号
  - S：区間特急
  - Sz：普通
- 停車駅
  - ■印：全列車停車
  - ●印：大部分停車、一部通過
  - ◐、◑印：大部分停車、一部通過
  - ○印：大部分通過、一部停車
  - ｜印：全列車通過

| 路線名 | 駅名                                                               | 駅間営業キロ | 累計営業キロ | Gy | IC | S  | Sz | 接続路線 | 所在地                       | 所在地                     |
| ------ | ------------------------------------------------------------------ | ------------ | ------------ | -- | -- | -- | -- | --- | ---------------------------- | -------------------------- |
| 120    | ブダペスト東駅                                                     |              | 0            | ■  | ■  | ■  | ■  | 1号線（ミュンヘン方面）、40号線（ペーチ方面） 80号線（ミシュコルツ方面） ブダペスト地下鉄2号線（南駅方面、エルシュヴェゼール広場方面） ブダペスト地下鉄4号線（ケレンフェルド方面） | ブダペスト市                 | ブダペスト市               |
| 120    | この間の各駅はブダペスト - ウーイサース - ソルノク線の項目を参照。 |              |              |    |    |    |    | |                              |                            |
| 120    | ソルノク駅                                                         | -            | 100          | ■  | ■  | ■  | ■  | 82号線（ハトヴァン方面）、86号線（ヤーサパーティ方面） 100号線（ツェグレード方面）、145号線（ケチケメート方面）                                                                    | ヤース・ナジクン・ソルノク県 | ソルノク郡                 |
| 120    | サヨル駅                                                           | 10           | 110          | ｜ | ○  | ｜ | ■  | 100号線（ニーレジハーザ方面） | ヤース・ナジクン・ソルノク県 | ソルノク郡                 |
| 120    | ティサテニェー駅                                                   | 7            | 117          | ｜ | ○  | ｜ | ■  | 130号線（センテシュ方面） | ヤース・ナジクン・ソルノク県 | テレクセントミクローシュ郡 |
| 120    | プスタポー駅                                                       | 8            | 125          | ｜ | ○  | ｜ | ●  | | ヤース・ナジクン・ソルノク県 | メゼートゥール郡           |
| 120    | ケートポー駅                                                       | 3            | 128          | ｜ | ◐  | ■  | ■  | | ヤース・ナジクン・ソルノク県 | メゼートゥール郡           |
| 120    | チュガル駅(休止中 *1)                                              |              | (13)         | ｜ | ｜ | ｜ | ｜ | | ヤース・ナジクン・ソルノク県 | メゼートゥール郡           |
| 120    | メゼートゥール駅                                                   | 13           | 141          | ｜ | ■  | ■  | ■  | 125号線（メゼーヘジェシュ方面） | ヤース・ナジクン・ソルノク県 | メゼートゥール郡           |
| 120    | ナジラポシュ駅                                                     | 10           | 151          | ｜ | ○  | ｜ | ■  | | ベーケーシュ県               | サルヴァシュ郡             |
| 120    | ジョマ駅                                                           | 8            | 159          | ｜ | ■  | ■  | ■  | 127号線（ヴェーステー方面） | ベーケーシュ県               | サルヴァシュ郡             |
| 120    | チャールダサーラーシュ駅                                           | 11           | 170          | ｜ | ◑  | ｜ | ■  | | ベーケーシュ県               | ベーケーシュ郡             |
| 120    | メゼーベレーニ駅                                                   | 9            | 179          | ｜ | ■  | ■  | ■  | | ベーケーシュ県               | ベーケーシュ郡             |
| 120    | ムロニ駅                                                           | 6            | 185          | ｜ | ●  | ｜ | ■  | | ベーケーシュ県               | ベーケーシュ郡             |
| 120    | ベーケーシュチャバ駅                                               | 11           | 196          | ■  | ■  | ■  | ■  | 128号線（ケテジャーン方面）、135号線（セゲド方面） | ベーケーシュ県               | ベーケーシュチャバ郡       |
| 120    | ケーテジハーザ駅                                                   | 17           | 213          | ｜ | ■  |    | ■  | 121号線（メゼーヘジェシュ方面） | ベーケーシュ県               | ジュラ郡                   |
| 120    | レーケシュハーザ駅                                                 | 12           | 225          | ■  | ■  |    | ■  | | ベーケーシュ県               | ジュラ郡                   |
| 200    | クルティチ駅                                                       | 11           | 236          | ■  | ■  |    | ■  | | アラド県                     | クルティチ町               |
| 200    | アラド駅                                                           | 17           | 253          | ■  | ■  |    | ■  | ルーマニア国鉄 200号線（シメリア方面）、215号線（ナドラツ方面） 216号線（サンニコラウ・マレ方面）、217号線（クラヨヴァ方面） 310号線（オラデア方面）、317号線（グラホンツ方面）    | アラド県                     | アラド市                   |

(*1): 2023年6月に休止。